# Henry Lawrence (football américain)
Pour les articles homonymes, voir Henry Lawrence.
(en) Statistiques sur pro-football-reference
Henry Lawrence (né le 29 juin 1951 à Danville) est un joueur américain de football américain évoluant au poste d'offensive tackle.

## Carrière

### Université
Lawrence étudie à l'université A&M de Floride, jouant pour les Rattlers.

### Professionnel
Henry Lawrence est sélectionné au premier tour du draft de la NFL de 1974 par les Raiders d'Oakland au dix-neuvième choix. Il fait trois saisons sur le banc avant de devenir offensive tackle titulaire en 1977. De 1978 à 1981, il ne rate aucun match des Raiders qui déménage après cette saison. Après une saison 1982 où Lawrence ne joue que la moitié des matchs, il est sélectionné pour le Pro Bowl deux fois consécutivement. Il prend sa retraite après la saison 1985.

## Statistiques
Lawrence aura joué en treize saisons en professionnel, 187 matchs dont 148 comme titulaire, vingt matchs de play-offs dont treize comme titulaire.

## Après le football
Il est membre du Alpha Phi Alpha, le premier programme d'étude de la langue grecque pour les afro-américains. Lors de la convention de 2010, il reçoit le Jesse Owens Achievement Award pour sa carrière.